# Damaying
Damaying (kinesiska: 大马营) är en köping i nordvästra Kina. Den ligger i Shandan härad i staden Zhangye i provinsen Gansu, omkring 350 kilometer nordväst om provinshuvudstaden Lanzhou. Antalet invånare är 11 551. Befolkningen består av 5 818 kvinnor och 5 733 män. Barn under 15 år utgör 18,0 %, vuxna 15-64 år 70 %, och äldre över 65 år 10,0 %.